# うむラジ
『うむラジ』はTOKYO FMとUUUMの共同制作、JFN38局で放送されていたラジオ番組である。

## 番組概要
UUUM専属クリエイターの廣田あいかがゲストへのオリジナリティに富んだ質問を軸に、ゆるくて⾃由なトークを繰り広げる番組。
UUUM運営のアプリ「REC.」を通じて、リスナーからの音声投稿による番組参加やコミュニケーションを行っていた。

## パーソナリティ
- 廣田あいか（当番組では『ぁぃぁぃ』名義）

### ゲスト
- 4月5日 - てつや（東海オンエア）
- 4月12日 - YOSHI
- 8月23日 - のばまんゲームス
- 8月30日 - のばまんゲームス